# Danville (Georgia)
Danville es un pueblo ubicado en el condado de Twiggs en el estado estadounidense de Georgia. En el censo de 2000, su población era de 373.

## Demografía
En el 2000 la renta per cápita promedia del hogar era de $28,036, y el ingreso promedio para una familia era de $33,214. El ingreso per cápita para la localidad era de $12,281. Los hombres tenían un ingreso per cápita de $30,375 contra $17,500 para las mujeres.

## Geografía
Danville se encuentra ubicado en las coordenadas 32°36′20″N 83°14′41″O / 32.60556, -83.24472 (32.605607, -83.244762).
Según la Oficina del Censo, la localidad tiene un área total de 2,1 km² (0,8 mi²), de la cual 2,1 km² (0,8 mi²) es tierra y 0 km² (0 mi²) (0.00%) es agua.